# (8236) Gainsborough
(8236) Gainsborough (4040 P-L) – planetoida z pasa głównego asteroid okrążająca Słońce w ciągu 4,59 lat w średniej odległości 2,76 au. Odkryta 24 września 1960 roku.